# Надрензе
Надрензе (нем. Nadrensee) — община в Германии, в земле Мекленбург-Передняя Померания.
Входит в состав района Иккер-Рандов. Подчиняется управлению Лёкниц-Пенкун. Население составляет 379 человек (2009); в 2003 г. — 400. Занимает площадь 20,71 км².
| Год  | Население |
| ---- | --------- |
| 1991 | 505       |
| 1995 | 468       |
| 2000 | 429       |
| 2005 | 352       |
| 2010 | 343       |